# Saint-Théodorit
Saint-Théodorit (occitanisch: Sent Teodorit) ist ein Ort und eine aus mehreren Weilern (hameaux) und Einzelgehöften bestehende Gemeinde mit 550 Einwohnern (Stand 1. Januar 2022) im südfranzösischen Département Gard.

## Lage
Saint-Théodorit liegt ca. 8,5 km (Fahrtstrecke) nordöstlich von Quissac in den südlichen Ausläufern der Cevennen in einer Höhe von ca. 145 m ü. d. M. Nächstgelegene Großstadt ist Nîmes (ca. 35 km südöstlich). Das Klima ist gemäßigt; Regen fällt verteilt über das ganze Jahr.

## Bevölkerungsentwicklung
| Jahr      | 1800 | 1851 | 1901 | 1954 | 1999 | 2017 |
| Einwohner | 247  | 305  | 243  | 201  | 258  | 532  |

Der Anstieg der Einwohnerzahlen im ausgehenden 20. Jahrhunderts ist im Wesentlichen auf die relative Nähe zu den Großstädten Nîmes und Montpellier zurückzuführen.

## Wirtschaft
Die Bewohner der Gemeinde lebten jahrhundertelang als Selbstversorger von Ackerbau und Viehzucht (Schafe, Ziegen). Heute ist der Tourismus in Form der Vermietung von Ferienwohnungen (gîtes) von Bedeutung.

## Geschichte
Im Jahr 1121 gründete die nicht mehr existierende Abtei von Sauve hier ein Priorat (villa sancti theodoriti). Im 16. Jahrhundert schlossen sich viele Bewohner des Ortes dem Protestantismus an. Während der Kamisardenkriege (1702–1704) erlebte der Ort neue Gewalttaten.

## Sehenswürdigkeiten
- Ein auf dem Gemeindegebiet von einem pflügenden Bauern entdeckter ausdrucksstarker Statuenmenhir befindet sich heute im Muséum d’histoire naturelle de Nîmes.
- Die in den Jahren 1864 bis 1868 erbaute kleine schmucklose protestantische Kirche hat einen einfachen Glockengiebel.
- Die katholische Pfarrkirche Saint-Théodorit ist ebenfalls ein schmuckloser Bau.

außerhalb
- Die Gebäude der im Jahr 1930 erbauten genossenschaftlichen Weinkellerei (cave) von Saint-Théodorit wurden im Jahr 2013 zum Monument historique[3] erklärt.